# ستيف ليند
ستيف ليند (بالعبرية: סטיב לינדי‏) هو رئيس تحرير صحيفة إسرائيلي، ولد في 1960.